# Attentat-suicide de Myyrmanni du 11 octobre 2002
L’attentat-suicide de Myyrmanni a eu lieu le 11 octobre 2002 dans le centre commercial de Myyrmanni, dans la ville de Vantaa en Finlande.

## Victimes
La bombe a tué sept personnes, dont deux adolescents : un enfant de sept ans et le tueur. 166 personnes ont été blessées, dont dix enfants. 66 victimes ont dû être hospitalisées, les autres étant traitées sur place. Le centre commercial était particulièrement rempli, avec près de 2 000 personnes, dont de nombreux enfants qui étaient venus voir un spectacle de clown.

## L'auteur
Le tueur était Petri Erkki Tapio Gerdt, un étudiant de dix-neuf ans (né le 17 avril 1983) en génie des procédés à l'EVTEK.
Il avait conçu une bombe artisanale. La raison de son acte n'est pas claire et la police soupçonne que la bombe ait explosé prématurément et par accident — il souhaitait probablement la laisser sur place avant de partir,.

## Réactions
Armas Gerdt, le père de Petri Gerdt, a écrit un livre sur son fils (Petrin matka Myyrmanniin). C'est une description des événements qui ont conduit à l'explosion. Le livre n'est pas une déclaration défensive, bien qu'il traite du harcèlement scolaire, de la solitude, de l'isolement ainsi que du chagrin de toute la famille et de l'incompréhensibilité de tout l'événement.